# Лісівка (Покровський район)
Лісі́вка — село Новогродівської міської громади Покровського району Донецької області, Україна. У селі мешкає 308 осіб.

## Загальні відомості
Відстань до райцентру становить близько 25 км і проходить автошляхом місцевого значення. Територія села межує з землями с. Мемрик Покровського району та м. Українськ Селидівської міськради Донецької області

## Історія
Село засноване 1885 р. під назвою Вальдек менонітськими вихідцями з молочанських колоній. Назву отримало за прізвищем колишнього землевласника Карпова. Менонітська община Мемрик. Землі 1260 десятин. Земля напівгосподарів (30 десятин на двір). Машинобудівний завод Ю.Ф. Легіна (1895). Школа (1886, 1892).
7 (20) листопада 1917 року, відповідно до Третього Універсалу Української Центральної Ради, увійшло до складу Української Народної Республіки.

## Населення
| Рік  | Кількість населення |
| ---- | ------------------- |
| 1911 | 321                 |
| 1926 | 342/275             |
| 1941 | 251                 |

### Мова
Розподіл населення за рідною мовою за даними перепису 2001 року:
| Мова       | Кількість | Відсоток |
| ---------- | --------- | -------- |
| російська  | 164       | 53.25%   |
| українська | 143       | 46.43%   |
| білоруська | 1         | 0.32%    |
| Усього     | 308       | 100%     |

За даними перепису 2001 року населення села становило 308 осіб, із них 46,43 % зазначили рідною мову українську, 53,25 % — російську та 0,32 % — білоруську мову.

## Відомі люди
- Валерій Беспалов (1959) — український енергетик, інженер-механік з ЧАЕС, ліквідатор, що, ризикуючи життям, запобіг другому можливому вибуху на ЧАЕС.